# Tedeschi dei Carpazi
Tedeschi dei Carpazi (in tedesco Karpatendeutsche, slovacco: Karpatskí Nemci), è la denominazione assunta dalle popolazioni di lingua tedesca abitanti nelle regioni dei Carpazi; oggi indica gli slovacchi con ascendenti germanici (in tedesco: Slowakeideutsche). Il termine tedeschi dei Carpazi è stato coniato dallo storico Raimund Friedrich Kaindl e viene usato anche in riferimento alle popolazioni germaniche della Rutenia subcarpatica, regione adiacente alla Slovacchia un tempo cecoslovacca (1918-1939) e oggi parte dell'Ucraina. Il tedesco è una lingua estremamente minoritaria nei territori dell'attuale Slovacchia. 

## Storia
Dal XII al XIV secolo si assiste ad una massiccia immigrazione di ceppi germanofoni dopo l'incursione delle orde Mongole in Europa. In precedenza, solo pochi abitanti di lingua tedesca si erano stabiliti presso Bratislava (in ted. Pressburg), entrando nel commercio e nelle arti e formando una comunità linguistica paragonabile a quella dei tedeschi dei Sudeti.

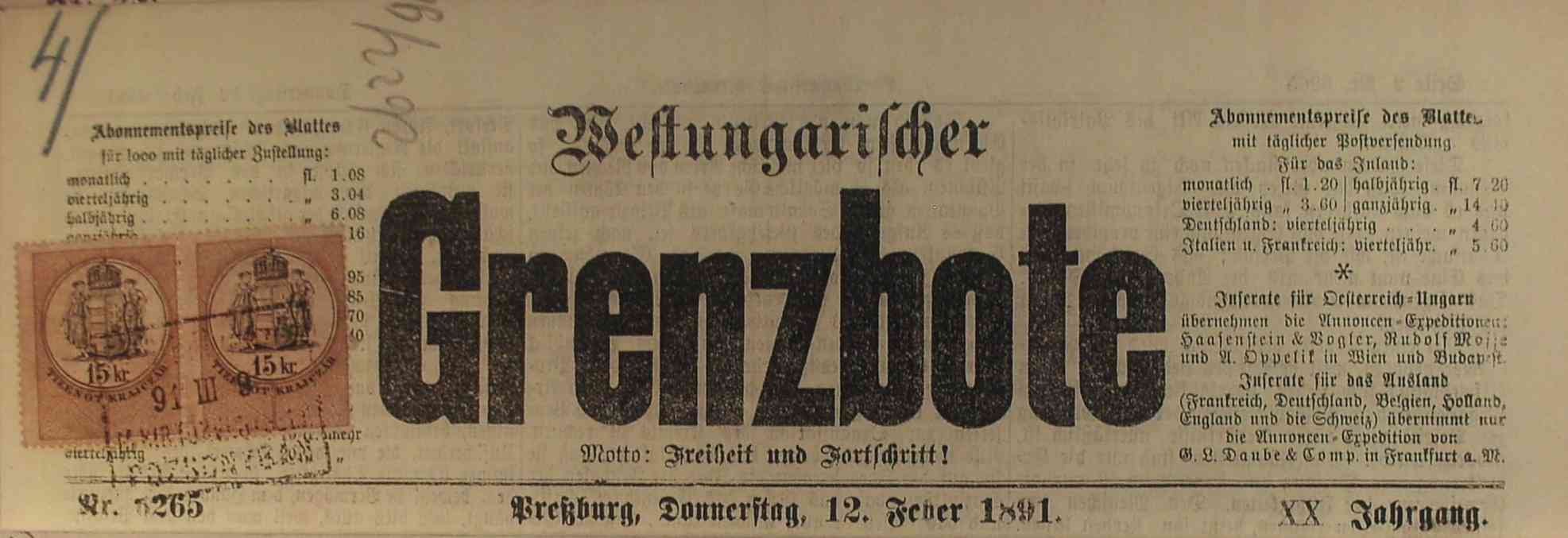
Westungarischer Grenzbote, 1891

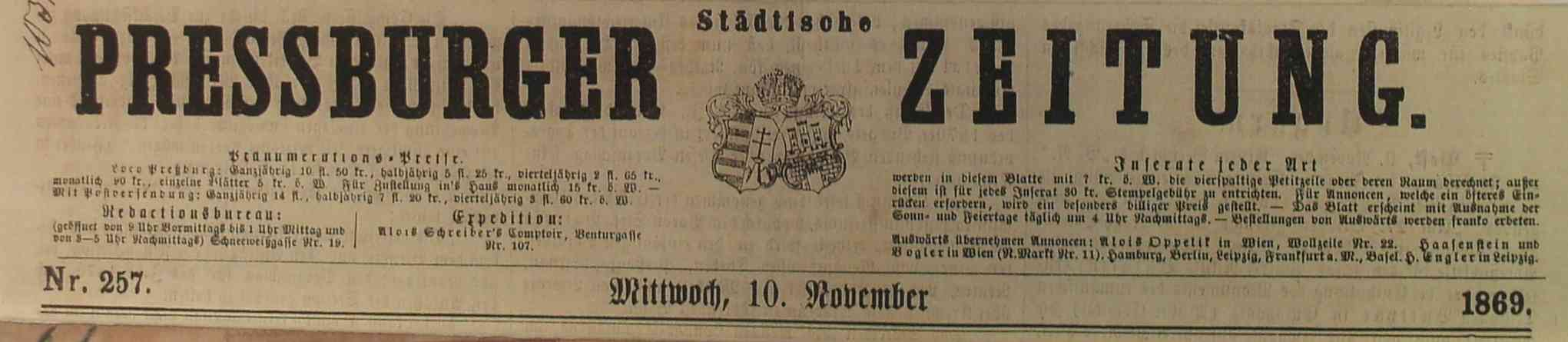
Pressburger Zeitung, 1869

Sotto gli Asburgo, le comunità linguistiche tedesca e slovacca, dal XVIII al XX secolo, vengono in parte assimilate alla cultura ungherese, pur continuando a condurre una vita culturale propria, pubblicando numerosi giornali. 

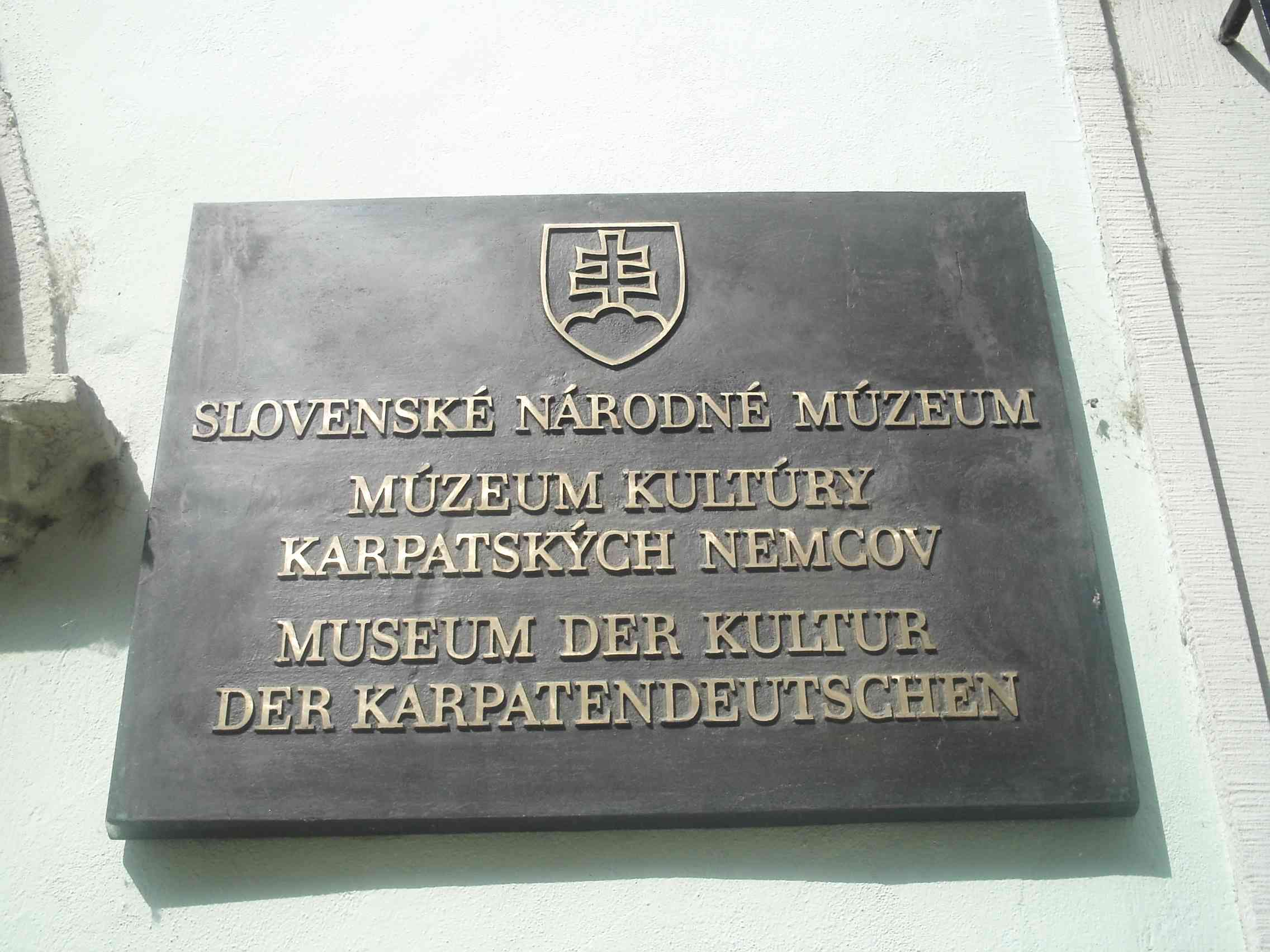
Placca del Museo dei Tedeschi dei Carpazi

Col crollo dell'Impero austro-ungarico, la Slovacchia si unì alla Boemia, alla Moravia e alla Rutenia subcarpatica nel nuovo Stato Cecoslovacco. In tutto il Paese, etnicamente molto eterogeneo, cominciarono a formarsi vari partiti su base nazionale ed etnica. I Tedeschi dei Carpazi erano proporzionalmente in numero molto inferiore rispetto ai loro connazionali di Boemia e Moravia in quanto erano circa 145.000 , e rappresentavano il 4,7% della popolazione dell'intera Slovacchia, concentrandosi in tre aree: Bratislava, lo Zips (Spis in slovacco), zona montuosa al confine con la Polonia, e l'Hauerland, nella parte centromeridionale della provincia. Inizialmente crearono delle sezioni germaniche all'interno di due partiti dell'altra grande minoranza, quella ungherese, ovvero il Partito Cristiano Sociale e il Partito Nazionale. Alla fine degli anni Venti, tuttavia, Franz Karmasin fondò la Karpatendeutsche Partei, che di fatto catalizzò la maggioranza del voto dei Tedeschi di Slovacchia. Con la nascita e la crescita della Sudetendeutsche Partei nell'ovest del Paese, il partito confluì nel più importante movimento sudeto di cui Karmasin rimase il referente principale per le provincie orientali fino alla nascita della Slovacchia sotto Jozef Tiso.
Alla fine della seconda guerra mondiale, con la disfatta della Germania, alla maggior parte dei tedeschi dei Carpazi toccò la stessa sorte dei tedeschi dei Sudeti, quella dell'espulsione. Comunque altri si naturalizzarono e oggi i tedeschi dei Carpazi sono tra i 4000 e i 6000 in tutto. L'ultimo giornale in tedesco tuttora esistente in zona è Das Karpatenblatt. I tedeschi dei Carpazi hanno un museo della loro storia ed uno di essi, Rudolf Schuster è diventato Presidente della Slovacchia dal 1999 al 2004. Ricandidatosi alla presidenza, ottenne solo il 7,4 dei voti.